# Storia della letteratura albanese
La letteratura albanese si riferisce alla letteratura in lingua albanese e riflette le fasi storiche della storia dell'Albania.
Viene suddivisa nelle fasi:
1. letteratura albanese medievale;
2. letteratura albanese della diaspora;
3. letteratura albanese del periodo Ottomano;
4. letteratura albanese del risorgimento nazionale;
5. letteratura albanese contemporanea.

## Letteratura albanese medievale
Questa fase si riferisce alle prime testimonianze di scritti in lingua albanese. In questo periodo la principale preoccupazione era la difesa dell'identità albanese. Gli autori provengono dalla parte nord del paese, perché Scutari era allora il centro dei Gesuiti.
Le cronache di Marin Barleti riferiscono l'esistenza di annali già nel XIII secolo, che tuttavia non ci sono giunti, forse perché vennero distrutti durante la dominazione ottomana.
Il primo documento scritto è una formula di battesimo del 1462, scritta dall'arcivescovo di Durazzo per permettere alle famiglie di battezzare i bambini nelle proprie case, a causa della repressione subita dalla religione e dal cristianesimo.
Del 1555 è Meshari (Il Messale), di Gjon Buzuku, il cui testo presenta una lingua già elaborata, casualmente scoperto nel 1740 da un prete cossovaro.
Non si tratta di un testo letterario, ma di una traduzione di testi religiosi, un libro di preghiere e di riti cattolici. Il titolo originale non è conosciuto perché manca la copertina, mentre si risale all'autore da una citazione nella terza pagina.
L'autore concepisce questo testo in difesa del cattolicesimo e della lingua albanese, entrambi repressi dal dominio turco.
Scritto in lingua ghega (dialetto del nord), ha un indiscutibile valore linguistico perché funge da modello paragone tra la lingua albanese attuale e quella del medioevo.
Altre figure degne di nota del medesimo periodo furono:
- Pjetër Budi, prete con un forte senso patriottico;
- Frang Bardhi, autore di opere religiose, noto soprattutto per Skanderbeg, opera in lingua latina scritta in risposta ad un vescovo bosniaco che negava l'origine albanese dell'eroe;
- Pjetër Bogdani, della metà del XVIII secolo, erudito raffinato e originale[senza fonte]. Ha scritto opere, che a partire dalla difesa della religione cattolica, sconfinano in filosofia, geografia, storia. Dal punto di vista linguistico ha giocato molto con la lingua albanese, creando anche molte parole nuove.

## Letteratura albanese del periodo Ottomano
Tra la metà del XVIII e la metà del XIX secolo si sviluppò la letteratura dei Bejtexhi  (scrittori di versi): i versi religiosi sono di ambito musulmano e non più cristiano, e ci sono anche temi non religiosi, come la bellezza della donna e l'amore. I testi sono in lingua albanese, pur con l'abbondante presenza di parole persiane, ma viene utilizzato l'alfabeto arabo. Erano diffuse in forma prevalentemente manoscritta.
I Bejtexhi praticavano una forma di Islam, priva di Ramadan e divieti alimentari.
Tra i più famosi poeti del periodo:
- Nezim Frakulla,
- Sulejman Naibi,
- Kasan Kamberi

## Letteratura albanese del risorgimento nazionale
Nella seconda metà del XIX secolo e fino all'indipendenza nel 1912, il periodo della lotta di liberazione ("risorgimento nazionale"), o Rilindia kombëtare.
La maggior parte degli scrittori era in esilio e la letteratura era concepita come servizio e sostegno per il popolo. Si sviluppa in modo particolare la poesia patriottica, che inneggia alla liberazione. È presente una grande attenzione per il folklore nazionale e si ricercano miti e favole nelle storie tramandate oralmente. 
Lo scrittore più noto del periodo è Naim Frashëri, facente parte dei Bejtexhi. Da Istanbul (forse in esilio, forse per seguire il padre), partecipò alla lotta di liberazione, anche attraverso le armi.
Ha scritto testi filosofici, liriche, saggi, soprattutto in difesa della lingua albanese.
Andon Çajupi: proveniente dalla scuola di Scutari, era un uomo di grande cultura e conosceva molte lingue. Fu esiliato in Egitto, dove continuò la propria attività letteraria, scrivendo poesie patriottiche, testi satirici, una tragedia e una commedia.
Altri scrittori del periodo furono Ndre Mjeda e Asdreni (pseudonimo).
Post Rilindja
Con la monarchia di re Zog, dopo la prima guerra mondiale si formano due distinte correnti letterarie: quella "progressista-democratica" e quella "antipopolare-reazionaria".
La prima si propone di denunciare i problemi del paese, come il latifondo e ne sono rappresentanti:
- Millosh Gjergj Nikolla, morto giovane di tubercolosi, considerato l'iniziatore del "realismo critico" albanese, con poesie con linguaggio forte.
- Fan Stilian Noli, che per 6 mesi era stato il presidente della repubblica antecedente al colpo di stato di re Zog. Esule negli Stati Uniti, si dedicò alle traduzioni, e all'adattamento alla lingua albanese di importanti opere della letteratura europea e mondiale ("fenomeno noliano").
- Bulka: autore di poesie satiriche.

La seconda appoggiava il sistema politico/economico esistente. Ne furono rappresentanti:
- Faik Konica: appartenente all'aristocrazia, era chiamato "enciclopedia ambulante" a causa della sua grande cultura.
- Ernest Koliqi: autore che descrive i lati positivi del paese, inserito nel "realismo borghese".
- Gjergj Fishta: frate francescano, architetto e pittore, riunisce spirito religioso e patriottismo.

## Letteratura albanese contemporanea

### Lotta antifascista
Nel 1939 l'Albania venne occupata dall'Italia e tema di molti testi letterari inneggiano alla lotta di liberazione contro l'occupante. Tra i suoi rappresentanti Varfi, Siliqi, Sterjo Spasse, Gjata, Koreshi.
La situazione dell'Albania, in preda agli eserciti italiano, tedesco e greco è descritta ironicamente da Kadare in La città di pietra).

### Realismo socialista
Nel secondo dopoguerra con la presa di potere da parte del partito comunista e di Enver Hoxha, si sviluppa il realismo socialista: scrittori e intellettuali sono chiamati a indottrinare le masse e la letteratura diventa uno strumento politico e gli oppositori finiscono nelle carceri. Manca il confronto con le altre letterature europee.
In questo contesto si muove la figura di Ismail Kadare che domina il panorama letterario albanese sin dal 1958. I suoi romanzi sono tradotti in tutte la lingue europee e in qualche lingua asiatica. È stato accusato di non aver mai assunto una posizione chiara nei confronti del governo e non ha mai fatto un giorno di prigione. Lo studioso Sinani ha scritto Dossier K, rifacendosi probabilmente a Dossier H, scritto dallo stesso Kadare, che racconta di due studiosi occidentali che intraprendono un viaggio per scoprire se l'epica fosse nata in Albania o in Grecia. Questi portano con sé dei magnetofoni che in Albania vengono distrutti dalla gente perché pensa siano spie del governo.
Dossier K riporta le varie censure che il governo avrebbe fatto a Kadare, che tuttavia non furono attuate per la già consolidata notorietà dello scrittore. Egli è chiamato solo una volta, infatti,a chiedere scusa per una poesia che avrebbe potuto minacciare la quiete pubblica.
Dopo la caduta del regime vive in Francia e in Albania. Nei suoi romanzi si ripercorre la speranza del popolo albanese, le tappe della sua storia, e si trovano molti riferimenti a vecchi riti, leggende, drammi, vizi, virtù, metafore e simboli.
Molti altri scrittori furono tacitati dal regime:
- Lasgush Poradeci: vissuto a lungo in Romania e Austria scrive poesie liriche fin da giovanissimo e ne pubblica due raccolte di successo prima dell avvento del comunismo. Con l'instaurarsi del nuovo regime, questo poeta potrà pubblicare solo alcune traduzioni di classici e vivrà in quasi assoluto silenzio per 4 decenni. Rimane uno dei lirici insuperati del XX secolo albanese.
- Dhimitër Pasko alias Mitrush Kuteli, dopo aver studiato e vissuto a lungo prima in Grecia e poi in Romania, se ne torna in patria e, senza politicizzarsi, dirige la Banca Nazionale del Regno d'Albania. Il suo primo libro "Netë shqiptare" (Notti albanesi, 1938) è una squisita rielaborazione della favolistica tradizionale tosca. Kuteli riuscì a salvarsi dal furore comunista fino al 1947, quando dopo il suo ritorno dalla Jugoslavia, dove ebbe modo di protestare contro la rioccupazione del Kosovo, fu condannato a 15 anni di prigione dall'allora regime filo-jugoslavo. Del 1944 era il suo "Poem kosovar" dove affermava a chiare lettere l'autoctonia degli albanesi del Kosovo, e il loro diritto a essere parte della madre patria. Ma dopo l'attenuarsi del filo-slavismo in Albania, la sua condanna fu revocata, e a Kuteli, come ad altri intellettuali toschi sospetti, fu permesso di lavorare come traduttore alla unica casa editrice dello stato "Naim Frashëri". Così, per cause politiche, l'Albania perse il suo economista e finanziere di punta, nonché uno stupendo scrittore capace di riportare la tradizione e modernizzare la prosa, e acquistò un traduttore di grande valore. La sua opera più amata rimane Tregime të moçme shqiptare (Antiche storie albanesi1965), dove narra in prosa le vicende epiche dei due valenti Mujo e Halil, i kreshnikë delle alpi leggendarie.
- Gaspër Pali: altro poeta obbligato al silenzio. Ha lasciato un libro mai pubblicato.
- Lazër Radi: laureato in giurisprudenza a Roma, poeta e traduttore di Platone e di scrittori serbo-croati, ha trascorso 46 anni tra carcere e campi di concentramento.
- Petro Marko: autore di Hasta la vista, romanzo che tratta il tema dell'amore, ha passato la vita tra casa e prigione.
- Viktor Qurku: è sparito senza lasciare traccia.
- Visar Zhiti, autore di versi pubblicati sui quotidiani alla fine degli anni settanta, viene condannato a dieci anni per "agitazione" a causa della poesia L'altro solo. Uscito dal carcere nel 1987 dopo la caduta del regime, addetto alla cultura dell'ambasciata albanese a Roma, anche ministro della cultura dell'Albania, ha scritto tanti libri di poesie e romanzi.
- Fatos Lubonja arrestato in seguito al ritrovamento di suoi versi contro il regime resta in carcere dai 23 ai 40 anni e pubblica in seguito il Diario di un intellettuale in un gulag albanese, prodotto dell'esperienza dei lavori forzati, che gli è valso il premio "Moravia" per la letteratura straniera nel 2002.
- Dhimitër Xhuvani e Faslli Haliti, finiscono in campi di rieducazione ideologica, mentre Lazër Shantoja, Havzi Nela, Genc Leka, Vilson Blloshmi, Trifon Xhagjika furono fucilati.

Numerosi intellettuali furono costretti all'esilio:
- Ernest Koliqi: con l'avvento del comunismo, giudicato una spia fascista, scappa a Roma dove insegnerà alla Sapienza fino alla morte. Scrive molto e cura traduzioni.
- Arshi Pipa: in esilio negli Stati Uniti, pubblica una raccolta di poesie albanesi.
- Martin Camaj: in esilio prima in Jugoslavia e poi in Germania, compie ricerche sui dialetti italo-albanesi.
- Bilal Xhaferri: anche lui esule e dopo morto negli Stati Uniti.
- Gëzim Hajdari: vive nel Lazio e scrive poesie sia in italiano, sia in albanese. Nel 1997 ha vinto il premio "Montale".

### Dopo la caduta del regime di Hoxha
Nel corso degli anni ottanta la poesia diventa più filosofica e negli anni novanta il crollo della dittatura segna una nuova era per la letteratura: iniziano a circolare le opere di scrittori finiti in carcere sotto il regime.
Altri giovani scrittori si allontanano dall'Albania dopo il '90 (Ron Kubati, Valdete Antoni, Elvira Dones, Anilda Ibrahimi, Ornela Vorpsi, Irma Kurti, Fatos Kongoli): tutti nella loro prima opera parlano dell'Albania della loro infanzia. Non tutti vivono attualmente in Italia ma tutti scrivono in lingua italiana.
Tra gli scrittori contemporanei si ricorda Gazmend Kapllani. Il suo Breve diario di frontiera è apparso in traduzione italiana nel 2015.